# تنهاکوه
اِرِبور که در زبان الفی، به معنای تنهاکوه یا کوه تنها است، مهم‌ترین قلمرو دورف‌ها بعد از موریا است. این قلمرو پس از کشته شدن دورین ششم و ولیعهدش ناین یکم توسط پسر ناین، تراین اول بنیان‌گذاری شد هر چند که در دوره اول، زیاد دوام نیاورد؛ زیرا گروهی از دورف‌های قوم دورین بی مرگ در کوه‌های خاکستری زندگی می‌کردند و پسرش تورین اول آنجا را رها کرد و با مردمش به کوهستان خاکستری کوچ نمود.

## در دوره دوم
دوره دوم که بسیاری از دورف‌ها به اره بور بازگشتند، همان دوره‌ای بود که اژدهایان در شمال ظهور کرده و باعث دردسر دورف‌ها شده بودند. پس از کشته شدن داین اول بدست یک اژدها، پسران او جلای وطن نمودند.
داین اول سه پسر داشت به نام‌های ثرور، فرور و گرور. ثرور به همراه عمویش بورین به اره بور بازگشت و برادر دیگرش گرور-که پدر نائین دوم و داین دوم بود-راهی تپه‌های آهن شد. پس از سکنی گزیدن ثرور در اره بور، دوران بسیار خوبی برای دورف‌ها آغاز شد که دورانی پر از خوبی و ترانه خوانی بود و آدم‌های اطرافشان نیز از ثروت اره بور بهره‌مند و صاحب مال و منال شدند. اما با رشد کردن بیماری روانی ثرور که عامل اصلی آن، حلقه هفتم متعلق به سائورون بود، عشق بی‌حد و اندازه اش به طلا برانگیخته شد و چنان گنج بزرگی را فراهم کرد که بعدها باعث فلاکت دورف‌ها شد؛ زیرا اسماگ به اره بور حمله کرد و دورف‌ها از آنجا گریختند و محکوم به تبعید شدند تا این که کوه تنها برای بار سوم و برای همیشه مسکون شود.

## در دوره سوم
پس گرفتن اره بور از چنگ اسماگ، بواسطه نقشه گندالف و کشته شدن اسماگ بدست بارد کماندار به فرجام رسید. اما این قلمرو در اولین لحظات پس‌گیری اش، درگیر بحرانی خطرناک شد که آن، خصومت میان تورین سپربلوط با تراندوئیل شاه الف‌ها و آدم‌های شهر دریاچه بود. نزدیک بود دورف‌هایی که داین دوم با خود آورده بود، شعله جنگ را بر افروزند که حمله ناگهانی اورک‌ها و گرگ‌ها باعث رفع شدن این بحران شد اما بحران بزرگتری به وجود آورد. آن بحران، جنگ پنج سپاه بود و اگر آدم‌ها و الف‌ها و دورف‌ها در این جنگ شکست می‌خوردند، کوه اره بور به تصرف شان در می‌آمد و آنوقت حتی سائورون می‌توانست به فکر احیای دوباره آنگمار برای حمله به ریوندل و لوتلورین باشد. در این جنگ، تورین سپربلوط که به کمک گندالف و بیلبو بگینز را پس گرفته بود، کشته شد؛ اما در مقابل سپاه اورک‌ها و گرگ‌ها هم شکست خورد و باعث شد سرزمین‌های شمالی برای ۶۰ سال از هر گونه تهدید و نا امنی در امان باشد. با پادشاهی داین دوم و آمدن دورف‌های تپه‌های آهن به اره بور، دوباره آنجا رونق گرفت و دورف‌ها قدرتمند شدند و آنجا برای همیشه مسکون شد.

## در جنگ حلقه
در زمان شروع جنگ برای تصاحب حلقه یگانه سائورون، ابتدا اورک‌ها به میناس تیریث گاندور حمله کردند و تلاش کردند با تصرف آنجا، آراگورن را-که سائورون فکر می‌کرد حلقه او در دست آراگورن است-وادار به تسلیم حلقه کنند اما با کمک گندالف سپید و ایستادن او روبروی پادشاه جادوگر آنگمار و رسیدن کمک آراگورن به سپاه روهان و گاندور، سائورون به هدفش نرسید.
اما غیر از گاندور، سائورون به دنبال نابود کردن اهدافی در شمال بود. وی برای انجام این مهم، اورک‌های دول گولدور و آدم‌های رون را داشت که از نیروهای دول گولدور برای حمله سبزبیشه و لوتلورین و از شرقی‌ها برای حمله به دیل و اره بور استفاده کرد. در جنگی که مقابل دروازه اره بور در گرفت، پادشاه دورف‌ها، داین دوم سر دفاع از جنازه شاه براند، نوهٔ بارد کماندار کشته شد و دورف‌ها و آدم‌ها در اره بور، مادام که حلقه نابود شد حصاری شدند.
پس از اینکه خبر نابودی حلقه به شمال رسید و سپاهیان سائورون درمانده شدند، دورف‌ها و آدم‌ها از اره بور بیرون آمدند و سپاه شرقی‌ها را تار و مار کردند. تورین سوم یا تورین سنگ خود که پسر داین دوم بود به همراه بارد دوم، پسر شاه براند شرقی‌ها را شکست داد و تورین سوم و بارد دوم در اره بور و دیل به پادشاهی رسیدند